# Philereme mediofasciata
Philereme mediofasciata är en fjärilsart som beskrevs av Bubacek 1905. Philereme mediofasciata ingår i släktet Philereme och familjen mätare. Inga underarter finns listade i Catalogue of Life.